# Santa Tell Me
Santa Tell Me è un singolo della cantante statunitense Ariana Grande, pubblicato il 24 novembre 2014 come quinto estratto dalla riedizione giapponese del primo EP Christmas Kisses e incluso nel secondo EP Christmas & Chill.

## Descrizione
Santa Tell Me è stato annunciato la prima volta dall'interprete il 28 ottobre 2014 attraverso una live streaming su Twitcam, nella quale ha detto che non voleva fare una canzone di Natale in un primo momento, ma poi ha cambiato idea.
Ha annunciato ufficialmente la canzone e il titolo tramite il suo profilo Twitter il 13 novembre 2014, affermando:

## Promozione
Grande ha presentato per la prima volta Santa Tell Me il 18 novembre 2014 al concerto A Very Grammy Christmas situato nello Shrine Auditorium di Los Angeles. Il concerto è andato in onda il 5 dicembre successivo su CBS. Inoltre ha cantato Santa Tell Me al Jingle Ball Tour 2014.

## Video musicale
Il video musicale è stato reso disponibile il 12 dicembre 2014. Mostra Ariana con i suoi amici mentre ballano, ridono e fanno regali in giro per la sua vera casa. Contiene due minuti di outtake alla fine della canzone che mostrano alcuni errori durante le riprese del video.

## Tracce
Testi e musiche di Ariana Grande, Savan Kotecha e Ilya Salmanzadeh, eccetto eccetto dove indicato.
Download digitale, streaming
1. Santa Tell Me – 3:24

7", CD, MC
1. Santa Tell Me – 3:24
2. True Love – 2:46 (Ariana Grande, Victoria McCants, Thomas Brown, Travis Sayles, Steven Franks, Michael D. Foster, Ryan Matthew Tedder, Peter Lee Johnson, The Magi)

## Formazione
Musicisti
- Ariana Grande – voce
- Jeanette Olsson – cori
- Joi Gilliam – cori
- Taura Stinson – cori
- Chonita Gillespie – cori
- Ilya – cori, editing vocale, programmazione, arrangiamento, tastiera, basso, percussioni
- Noah Passovoy – editing vocale
- Max Martin – programmazione, arrangiamento, tastiera, percussioni
- Mattias Bjund – corde, tastiera, percussioni
- Mattias Johansson – violino
- Michael Engström – basso
- Magnus Sjölander – percussioni
- Sam Holland – percussioni
- Cory Bice – percussioni

Produzione
- Ilya – produzione, produzione vocale
- Șerban Ghenea – missaggio
- Sam Holland – ingegneria del suono
- Cory Bice – ingegneria del suono
- John Hanes – assistenza all'ingegneria del suono
- Tom Coyne – mastering

## Classifiche

### Classifiche settimanali
| Classifica (2014-24) | Posizione massima |
| -------------------- | ----------------- |
| Australia            | 5                 |
| Austria              | 7                 |
| Belgio (Fiandre)     | 12                |
| Belgio (Vallonia)    | 18                |
| Canada               | 8                 |
| Croazia              | 22                |
| Corea del Sud        | 5                 |
| Danimarca            | 4                 |
| Emirati Arabi Uniti  | 11                |
| Estonia              | 11                |
| Filippine            | 12                |
| Finlandia            | 4                 |
| Francia              | 22                |
| Germania             | 9                 |
| Giappone             | 36                |
| Grecia               | 6                 |
| Hong Kong            | 18                |
| Irlanda              | 8                 |
| Islanda              | 17                |
| Italia               | 6                 |
| Lettonia             | 4                 |
| Lituania             | 5                 |
| Lussemburgo          | 7                 |
| Malaysia             | 17                |
| Norvegia             | 9                 |
| Nuova Zelanda        | 5                 |
| Paesi Bassi          | 3                 |
| Polonia              | 7                 |
| Portogallo           | 7                 |
| Regno Unito          | 8                 |
| Repubblica Ceca      | 5                 |
| Singapore            | 2                 |
| Slovacchia           | 7                 |
| Spagna               | 34                |
| Stati Uniti          | 5                 |
| Sudafrica            | 39                |
| Svezia               | 4                 |
| Svizzera             | 5                 |
| Ungheria             | 4                 |
| Vietnam              | 26                |

### Classifiche di fine anno
| Classifica (2020) | Posizione |
| ----------------- | --------- |
| Corea del Sud     | 164       |
| Ungheria          | 72        |
| Classifica (2021) | Posizione |
| Corea del Sud     | 149       |
| Ungheria          | 90        |
| Classifica (2022) | Posizione |
| Danimarca         | 103       |
| Classifica (2023) | Posizione |
| Danimarca         | 99        |
| Ungheria          | 52        |
| Classifica (2024) | Posizione |
| Austria           | 66        |